# 1540-е годы
1540-е (ты́сяча пятьсо́т сороковы́е) го́ды по юлианскому календарю — промежуток времени с 1 января 1540 года по 31 декабря 1549 года, включающий 1540 год 4-го десятилетия   и с 1541 по 1549 годы    5-го десятилетия XVI века 2-го тысячелетия.  Они закончились 476 лет назад.

## Важнейшие события
- Малая война в Венгрии (1529—1552) между Османской империей и Австрией. Турецко-персидская война (1514—1555), турки в четвёртый раз взяли Тебриз.
- Орден Иезуитов основан (1540). Тридентский собор (1545—1563).
- 1541 — Крымский хан Сахиб I Гирей совершил поход, закончившийся безуспешной осадой Зарайска в ходе Крымскотатарских походов в первой половине XVI века.
- Вице-королевство Перу (1542—1824). Генерал-капитанство Чили (1541—1818). Основан город Потоси, ставший крупнейшим источником серебра в Южной Америке. Амазонка исследована испанцем Франсиско де Орельяна.
- Итальянская война (1542—1546).
- Начало торговли и культурного обмена европейцев с Японией (1543).
- Шмалькальденская война (1546—1547) между католиками и протестантами в Священной Римской империи. Битва при Мюльберге (1547).
- Русское царство (1547—1721; Иван Грозный).

## Культура
- Испанский конкистадор Педро де Вальдивия основал город Сантьяго (1541).
- Николай Коперник (1473—1543). «О вращении небесных сфер» (1543).
- Андреас Везалий (1514—1564). «О строении человеческого тела» (1543).
- Кардано, Джероламо (1501—1576). «Ars Magna (Великое искусство)» (1545).
- Фракасторо, Джироламо (1478—1553). «De Contagione et Contagiosis Morbis» (1546).

## Родились

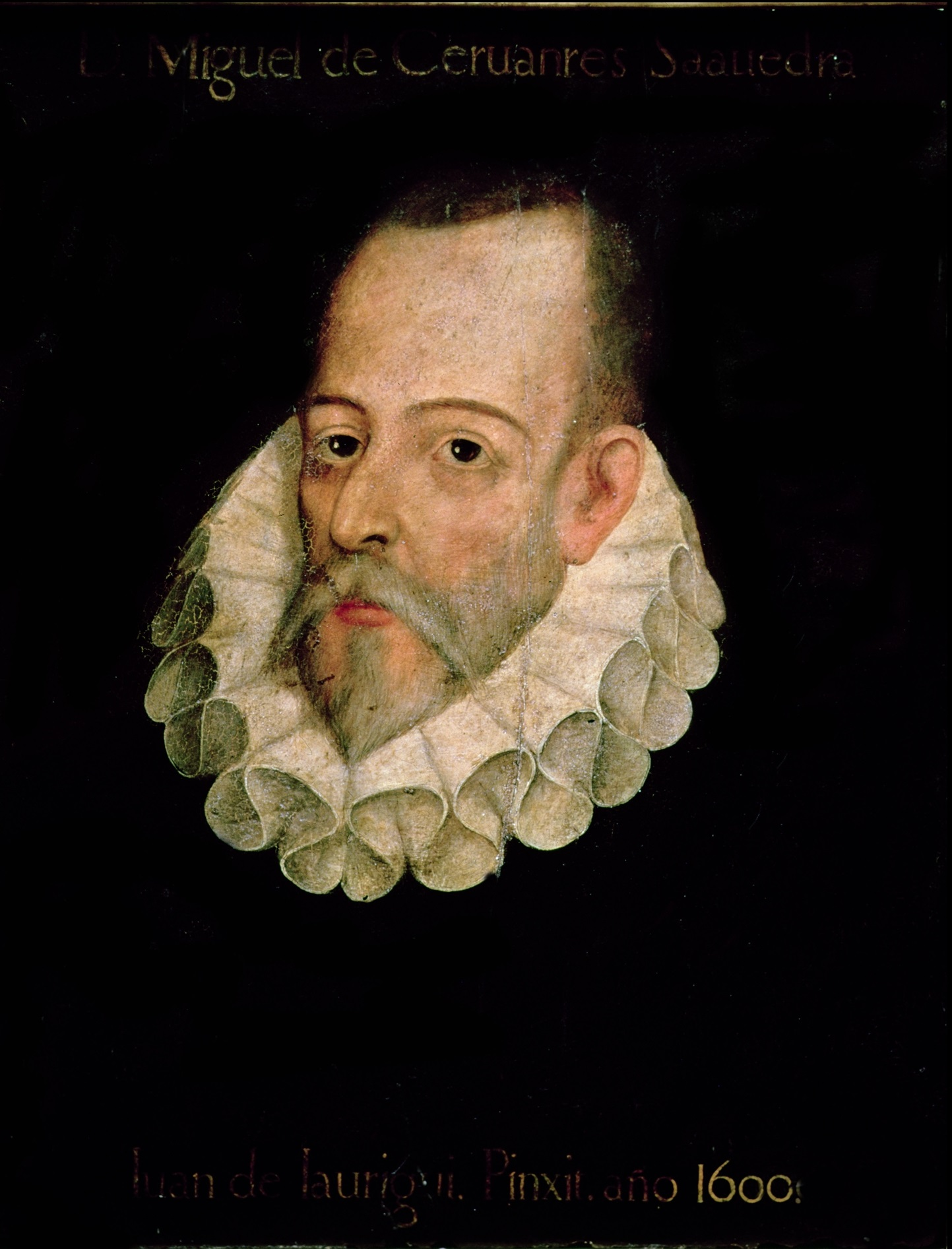
Портрет Сервантеса

- Акбар Великий — император Индии, третий падишах династии Великих Моголов, тимурид, внук Бабура-тигра.
- Тихо Браге — датский астроном, астролог и алхимик эпохи Возрождения.
- Бруно, Джордано Филиппе — итальянский философ и поэт.
- Фрэнсис Дрейк — английский мореплаватель, корсар, вице-адмирал.
- Мария Стюарт — шотландская королева.
- Мурад III — двенадцатый султан Османской империи.
- Мигель де Сервантес — всемирно известный испанский писатель и солдат. Автор одного из величайших произведений мировой литературы — романа «Дон Кихот».
- Токугава Иэясу — принц Минамото, дипломат и военачальник, основатель династии сёгунов Токугава.
- Франциск II (король Франции) — король Франции и король-консорт Шотландии; из династии Валуа.
- Эль Греко — испанский художник.

## Скончались
- Генрих VIII — король Англии.

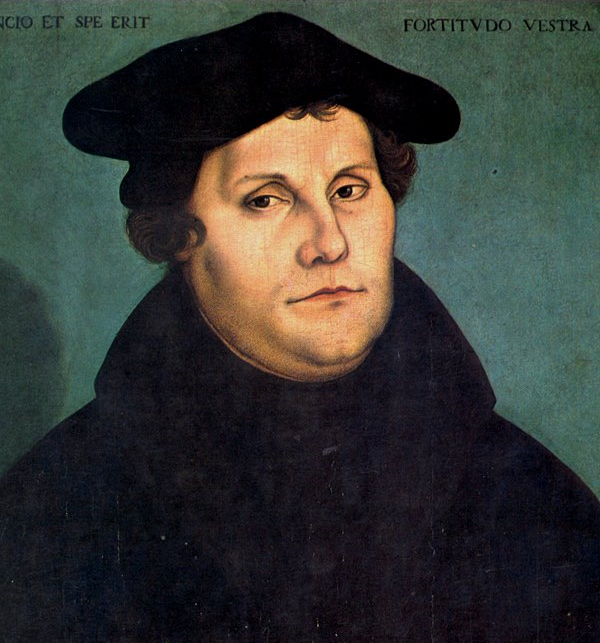
Портрет Мартина Лютера

- Екатерина Говард — пятая жена Генриха VIII (обезглавлена).
- Гольбейн, Ганс Младший — живописец и рисовальщик, один из величайших немецких художников.
- Коперник, Николай — польский астроном.
- Эрнан Кортес — испанский конкистадор.
- Мартин Лютер — инициатор Реформации.
- Павел III — папа римский с 1534 по 1549 годы.
- Парацельс — знаменитый алхимик, врач и оккультист.
- Франсиско Писарро — испанский авантюрист, конкистадор, завоевавший империю инков и основавший город Лима.
- Франциск I — король Франции.